# Малое Брянцево
Малое Брянцево — деревня в Подольском районе Московской области России. Входит в состав сельского поселения Стрелковское (до середины 2000-х — Брянцевский сельский округ). В деревне есть завод по производству молочной продукции.

## Население
Согласно Всероссийской переписи, в 2002 году в деревне проживало 53 человека (23 мужчины и 30 женщин). По данным на 2005 год в деревне проживало 59 человек.

## Расположение
Деревня Малое Брянцево расположена примерно в 12 км к северо-востоку от центра города Подольска. С востока от деревни проходит федеральная автодорога «Дон». Рядом расположена платформа Калинина Павелецкого направления МЖД. Ближайшие населённые пункты — деревни Федюково, Потапово, Боборыкино и Яковлево. У южной границы деревни Малое Брянцево расположен пруд на реке Гвоздянке.